# Swietłowodskoje
Swietłowodskoje (ros. Светловодское) – wieś w Rosji, w Kabardo-Bałkarii, w rejonie zolskim. W 2010 liczyła 1385 mieszkańców.